# Monte Al-Makmal
Il monte Al-Makmal o Qurnat Wadi al Makmal, fa parte della catena montuosa occidentale del Libano, luogo in cui si trova la cima più alta del Medio Oriente (Qurnat al-Sawda').
La neve è presente per la maggior parte dell'anno, è possibile trovare del cedro e alberi di ginepro.